# Кристофоретти, Саманта
Саманта Кристофоретти (итал. Samantha Cristoforetti; род. 26 апреля 1977 года) — итальянский космонавт. Третья женщина-космонавт Европейского космического агентства и первая женщина-космонавт Итальянского космического агентства. Обладатель рекорда продолжительности полёта среди женщин — 199 суток, 16 часов, 42 минуты, а также рекорда продолжительности полёта среди всех космонавтов ЕКА. Этот рекорд побит женщиной-астронавтом Пегги Уитсон, которая находилась на орбите 289 суток. Стала первым европейским астронавтом, вышедшим в открытый космос с борта МКС в российском скафандре 21 июля 2022 года.

## Биография
Родилась в Милане, провела детство в Мале (регион Трентино — Альто-Адидже). Три года училась в лицее Больцано, затем некоторое время в США и завершила среднее образование в Тренто.

10 месяцев проходила научную стажировку на ИХТ факультете РХТУ им. Д. И. Менделеева у профессора Б. Н. Кондрикова в 2000 году, исследуя проблемы твёрдых ракетных топлив.
— Салют Саманта! От детской мечты через Менделеевку в большой Космос.//«Менделеевец» газета РХТУ им. Д.И. Менделеева, 2014, №8, декабрь.
В 2001 году окончила Мюнхенский технический университет, где получила степень магистра технических наук по специальности «аэрокосмические двигательные установки и облегчённые структуры».
В 2005 году окончила с максимальным количеством баллов Военное авиационное училище итальянских ВВС (итал. Accademia Aeronautica) в городе Поццуоли по специальности аэронавтика (Aeronautics Sciences). Прошла обучение по программе подготовки лётчиков Euro-Nato Joint Jet Pilot Training на авиационной базе Шеппард в Уичита-Фоллс (Техас), в 2007—2009 годах несла службу в итальянских авиационных частях.
В мае 2009 года была выбрана в отряд космонавтов Европейского Космического агентства во время четвёртого набора. После завершения курса общекосмической подготовки в ноябре 2010 года получила сертификат космонавта ЕКА.
3 июля 2012 года было объявлено о её полёте на МКС в 2014 году сроком на 6—7 месяцев. Была назначена бортинженером дублирующего экипажа космического корабля Союз ТМА-13М, старт которого по программе МКС-40/41 был произведён в мае 2014 года.
Свой первый полёт совершила в качестве бортинженера основного экипажа корабля Союз ТМА-15М, старт которого по программе МКС-42/43 состоялся 24 ноября 2014 года. 11 июня 2015 года в 10:20 UTC (13:20 мск) корабль отстыковался от станции. В 13:44:02 UTC (16:44:02 мск) спускаемый аппарат ТПК «Союз ТМА-15М» благополучно приземлился в заданном районе Казахстана.
Всего Саманта провела в своём первом полёте на орбите 199 суток, побив тем самым рекорд непрерывного пребывания на орбите среди женщин, установленный до этого астронавтом НАСА Сунитой Уильямс (195 дней). Её рекорд был превышен Пегги Уитсон в 2017 году, побывавшей в космосе 289 суток.
25 марта 2021 года стало известно, что Саманта Кристоферетти займёт третье место в экипаже на корабле Dragon миссии Crew-4 как астронавт ЕКА и совершит второй полёт на МКС в составе долговременной экспедиции МКС 67-68, об этом сообщил руководитель ЕКА Йозеф Ашбахер. 7 сентября НАСА объявило, что Саманта будет командовать экипажем 68-й экспедиции МКС.
27 апреля 2022 года Саманта Кристоферетти стартовала в составе миссии SpaceX Crew-4 на космическом корабле SpaceX Crew Dragon «Freedom». В этот же день состоялась стыковка корабля с МКС. Вторая миссия Кристофоретти на МКС называется «Минерва».
21 июля 2022 года С. Кристофоретти (в российском скафандре) вместе с космонавтом Олегом Артемьевым совершила выход в открытый космос по российской программе для тестирования манипулятора ERA и запуска десяти малых космических аппаратов — два «Циолковский-Рязань» (№ 1-2) и восемь «ЮЗГУ-55» (№ 5-12), созданных студентами Рязанского радиотехнического государственного университета и Юго-Западного государственного университета (Курск) по программе научно-образовательного эксперимента «РадиоСкаф». Общая продолжительность выхода составила более 7 часов. Саманта Кристофоретти стала первым европейским астронавтом, вышедшим в открытый космос с борта МКС в российском скафандре.
28 сентября Саманта была назначена командиром станции с вручением символического ключа и космического торта. 12 октября её сменил Сергей Прокопьев.
Статистика
| # | Стартовый корабль              | Старт, UTC        | Экспедиция      | Корабль посадки | Посадка, UTC      | Налёт                        | Выходы в открытый космос | Время в открытом космосе |
| - | ------------------------------ | ----------------- | --------------- | --------------- | ----------------- | ---------------------------- | ------------------------ | ------------------------ |
| 1 | Союз ТМА-15М                   | 23.11.2014, 21:01 | МКС-42 / МКС-43 | Союз ТМА-15М    | 11.06.2015, 13:43 | 199 суток 16 часов 42 минуты | 0                        | 0                        |
| 2 | Dragon 2 Freedom SpaceX Crew-4 | 27.04.2022, 07:52 | МКС-67/68       | SpaceX Crew-4   | 14.10.2022, 20:55 | 170 суток 13 часов 02 минуты | 1                        | 07 часов 05 минут        |
|   |                                |                   |                 |                 |                   | 370 суток 05 часов 44 минуты | 1                        | 07 часов 5 минут         |

## Награды
- 6 марта 2013 года награждена орденом «За заслуги перед Итальянской Республикой»[17].
- 20 июля 2015 года за свой полёт Саманта Кристофоретти стала кавалером Большого креста ордена «За заслуги перед Итальянской Республикой»[18], получив награду 20 июля из рук президента Италии Серджо Маттареллы.
- В честь женщины-космонавта был назван астероид (15006) Самкристофоретти[19].

## Личные данные
Кристофоретти говорит на итальянском, английском, немецком, французском и русском языках, изучает китайский. Радиолюбитель с позывным IZ0UDF.
В ноябре 2016 Саманта Кристофоретти родила дочь.